# محمودآباد (ری)
محمودآباد (ری)، روستایی از توابع بخش خاوران شهرستان ری در استان تهران ایران است.

## جمعیت
این روستا در دهستان خاوران غربی و قرار دارد و براساس سرشماری مرکز آمار ایران در سال ۱۳۸۵، جمعیت آن ۳٬۳۲۲ نفر (۷۶۴خانوار) بوده‌است.